# Mouna Goeman Borgesius
 (janvier 2019).
Si vous disposez d'ouvrages ou d'articles de référence ou si vous connaissez des sites web de qualité traitant du thème abordé ici, merci de compléter l'article en donnant les références utiles à sa vérifiabilité et en les liant à la section « Notes et références ».
Mouna Goeman Borgesius, née le 6 avril 1961 à Amsterdam,, est une actrice néerlandaise.

## Filmographie

### Cinéma et téléfilms
- 1990 : Romeo : L'infirmière
- 1994-2002 : Toen was geluk heel gewoon (nl) : La sœur de Stokvis-Mollema
- 1995 : Baantjer : Mme Enclaer
- 2002 : TV7 : Ria
- 2007 : Timboektoe (nl) : Hanna
- 2008 : We gaan nog niet naar huis (nl) : Saskia
- 2011 : Het Trappenhuis : La mère
- 2011 : Ter Observatie : L'infirmière
- 2012 : Goede tijden, slechte tijden : Paula Christensen
- 2013-2014 : Aaf (nl) : Toos
- 2014 : Dokter Deen (nl) : Jopie van der Geyn
- 2014 : Dansen op de vulkaan (nl) : Sophie
- 2014 : A'dam - E.V.A. (nl) : Mère de Mika
- 2015 : Dokter Tinus : Marloes Klaver
- 2016 : Flikken Rotterdam (nl) : L'administrative
- 2016 : Mouna's Keuken (nl) : Mouna
- 2018 : Zwaar Verliefd! (nl) : Mère de Coby